# Långtjärnen (Nås socken, Dalarna, 670376-142297)
Långtjärnen är en sjö i Vansbro kommun i Dalarna och ingår i Dalälvens huvudavrinningsområde.